# Maserati (groupe)
Pour les articles homonymes, voir Maserati (homonymie).
Maserati est un groupe de post-rock américain fondé en 2000 à Athens, en Géorgie. Leur musique, instrumentale, incorpore des éléments psychédéliques.
Ils publient leurs albums sur le label Temporary Residence Limited.

## Histoire
Maserati se forme en janvier 2000. Le premier maxi autoproduit du groupe sort l'année suivante, en 2001, et s'intitule 37:29:24. Le premier véritable album, The Language of Cities, paraît en 2002 sur Kindercore Records. En 2003, ils sortent Confines of the Heat, un disque hybride EP/DVD, toujours chez Kindercore Records, partagé avec The Mercury Program, un groupe de Gainesville, en Floride.
Après une tournée au Japon en 2004, le batteur Phil Horan quitte le groupe. Matt Cherry quitte à son tour le groupe temporairement, remplacé par Tristan Wraight. Le groupe sort ensuite un 7″ et un CD partagé avec Cinemechanica et We Versus the Shark sur Hello Sir Records en 2004.
Début 2005, Matt Cherry réintègre le groupe et Jerry Fuchs arrive à la batterie. Les compositions deviennent alors plus psychédéliques et influencées par le rock et le groupe signe avec Temporary Residence en 2007, et sort son album Inventions for the New Season. En 2008 sort un 12" qui comporte des remixs signés Thee Loving Hand et Justin Van Der Volgen de morceaux de l'album Inventions for the New Season. Puis un album partagé avec Zombi début 2009, ainsi qu'un album rare, Passages, sur Temporary Residence plus tard la même année.
Le 8 novembre 2009, aux alentours d'une heure du matin, Fuchs tombe dans une cage d'ascenseur et meurt à Williamsburg, Brooklyn. ABC indiqua qu'il « essayait de sauter d'un ascenseur cassé pour en sortir quand l'un de ses vêtements s'est accroché à quelque chose ». Le batteur était à une fête privée de charité afin de permettre aux enfants pauvres d'Inde. Il avait 34 ans.
Le 11 août 2010 fut annoncée la sortie de Pyramid of the Sun, le premier album de Maserati depuis la mort du batteur Jerry Fuchs. La sortie de l'album indiquée par Temporary Residence Ltd était fixée au 9 novembre. Selon le communiqué de presse, le temps et l'attention supplémentaires dont bénéficia l'album visait à honorer et préserver les derniers travaux de Fuchs.
Fin 2010 et début 2011, le groupe s'est régulièrement produit à travers l'Europe et les États-Unis avec A.E. Paterra (Zombi, Majeure) à la batterie.

## Musiciens

### Groupe actuel
- Coley Dennis - guitare
- Matt Cherry - guitare
- Chris McNeal - basse
- Mike Albanese - batterie

### Anciens membres
- Jerry Fuchs (décédé) - batterie
- A.E. Paterra - batteur sur les tournées (2010-2011)
- Steve Scarborough - basse
- Phil Horan - batterie
- Josh McCauley - guitariste sur les tournées
- Tristan Wraight - guitariste sur les tournées

Leur ex-batteur Jerry Fuchs est mort accidentellement le 8 novembre 2009.

## Discographie
- 37:29:24 (2000, auto-édité, épuisé)
- The Language of Cities (2002, Kindercore)
- The Language of Cities + 2 - édition japonaise (2003, Human Highway)
- Maserati / The Mercury Program - Confines Of Heat EP+DVD (2003, Kindercore)
- Maserati / The Mercury Program - Confines of Heat LP (2003, Hello Sir Records)
- Towers Were Wires/Asymmetrical Threats 7" (2004, Hello Sir)
- Maserati / Cinemechanica / We Versus the Shark - Split EP (2004, Hello Sir)
- Inventions for the New Season (2007, Temporary Residence)
- Destroy Independent Music! (2006-2007, Temporary Residence Limited) sampler
- Inventions Remixes 12" (2008)
- Split avec Zombi (Temporary Residence, 2009)
- Passages (Temporary Residence, 2009)
- Pyramid of the Moon 12" (Temporary Residence, 2010)
- Pyramid of the Sun LP (Temporary Residence, 2010)
- VII LP (Temporary Residence, 2012)
- Rehumanizer (Temporary Residence, 2015)
- Enter the Mirror (Temporary Residence, 2020)